# Fugă în spațiu-timp
Fugă în spațiu-timp: povestiri științifico-fantastice de autori români este o colecție de povestiri științifico-fantastice editată de scriitorul român Ion Hobana.  A apărut în 1981 la Editura Ion Creangă în colecția Biblioteca pentru toți copiii.  

## Cuprins
- „Cuvînt înainte”, eseu de Ion Hobana
- „Stângaciul”, ficțiune scurtă de Horia Aramă
- „Stânca de brocart”, ficțiune scurtă din 1966 de  Vladimir Colin
- „Ritmul ascuns al inimii”, ficțiune scurtă din 1968 de Constantin Cubleșan
- „Columbiana”, ficțiune scurtă din 1962 de Mihu Dragomir
- „Peștera ulpilor”, ficțiune scurtă din 1970 de Cecilia Dudu
- „Ploaia de seară”, ficțiune scurtă de Ion Hobana
- „Mi-am cumpărat un robot”, ficțiune scurtă din 1966 de Eduard Jurist
- „Un derbedeu în cronospațiu”, ficțiune scurtă din 1967 de Victor Kernbach
- „Hoțul de vise”, ficțiune scurtă de Alexandru Mironov
- „Întâlnirea”, ficțiune scurtă de Mihnea Moisescu (variantă a povestirii „Întâlnire” din 1976)
- „O falie în timp”, ficțiune scurtă din 1973 de Mircea Opriță
- „Fugă în spațiu-timp”, ficțiune scurtă de Adrian Rogoz (variantă a „Fuga în spațiu-timp” din 1966)
- „Lur și fata din heliu”, ficțiune scurtă de Viorica Huber
- „Lecturi primejdioase”, ficțiune scurtă de Gheorghe Săsărman
- „Cerceii de lapislazuli”, ficțiune scurtă din 1968 de Mircea Șerbănescu
- „Vrăjitorul”, ficțiune scurtă din 1965 de Ovidiu Șurianu
- „Sunete regăsite”, ficțiune scurtă din 1976 de Ștefan Tita

## Legături externe
- Fugă în spațiu-timp la isfdb.org

## Vezi și
- Lista cărților științifico-fantastice publicate în România
- 1981 în literatură